# Ernst Christoph Dressler

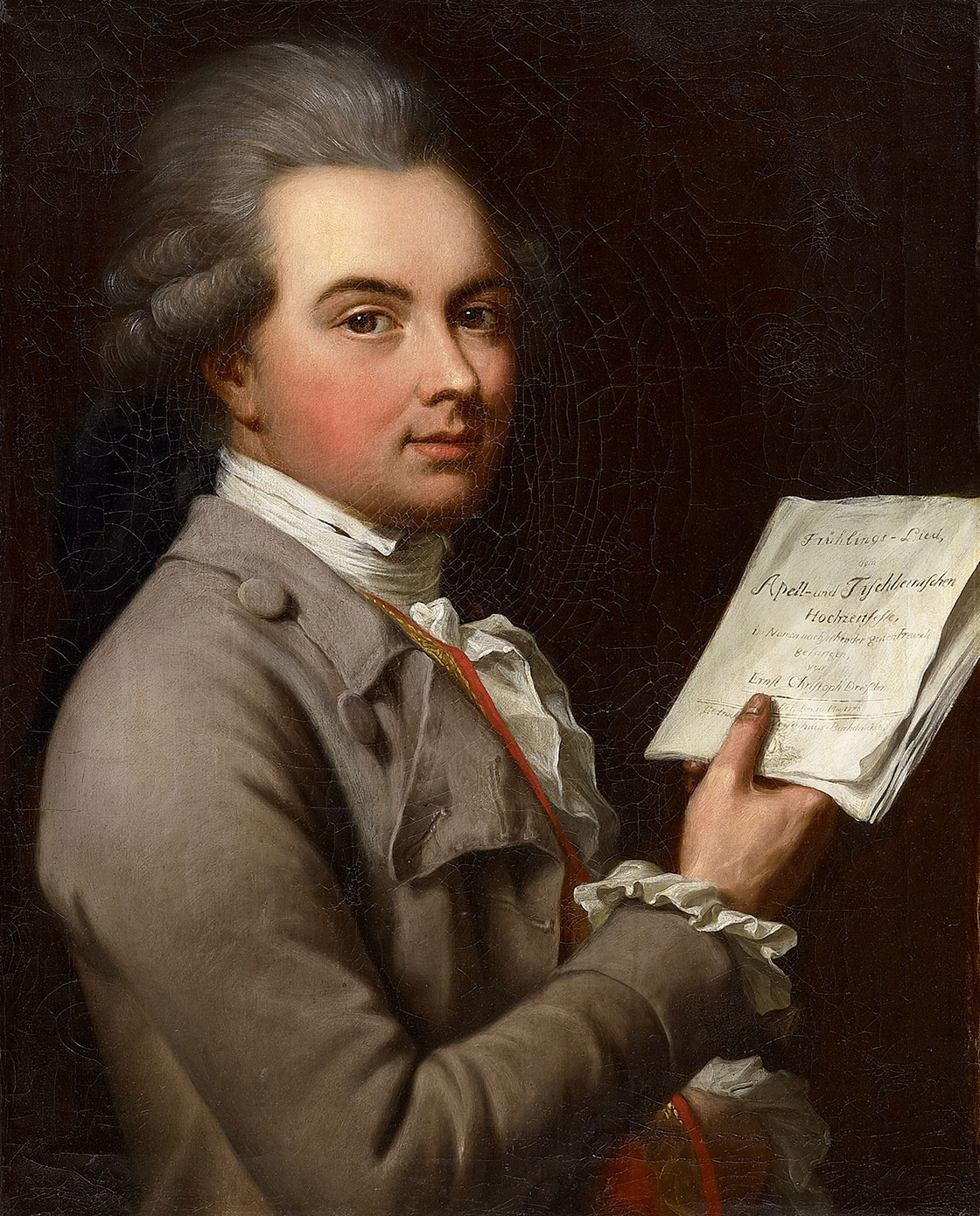
Johann Heinrich Tischbein der Ältere: Ernst Christoph Dressler (postum 1780 fertiggestellt)

Ernst Christoph Dressler (geboren 23. September 1734 in Greußen; gestorben 6. April 1779 in Kassel) war ein deutscher Komponist,   Tenor, Geiger und Musiktheoretiker. Er erlernte Operngesang und Violinspiel im Selbststudium und wurde Hofmusiker an verschiedenen Höfen, bevor er an die Wiener Hofoper wechselte. Seine letzte Station war der Hof in Kassel. Er wurde durch einen Marsch bekannt, auf den Ludwig van Beethoven Variationen schrieb, die sein erstes veröffentlichtes Werk wurden.

## Leben
Ernst Christoph Dressler wurde in Greußen, nahe Sondershausen in Thüringen, als Sohn von Christian Ludwig Dressler und Catherine Elisabeth Renner geboren. Er studierte Theologie, Recht und deutsche Poetik an den Universitäten von Halle, Jena und Leipzig. In Leipzig lernte er im Selbststudium Geigenspiel und Gesang. Er zog nach Bayreuth, wo er seine Tenorstimme bei Maria Giustina Turcotti weiter ausbildete, und arbeitete als Kammermusiker, Hofsänger und Sekretär für Markgraf Friedrich Christian von Bayreuth. Als der Markgraf 1763 starb, zog Dressler nach Gotha. Dort trat er im Mai 1764 eine ähnliche Stelle bei Friedrich III. und dessen Frau Luise Dorothea an.
Er war ein begabter Geiger, Komponist und Schriftsteller. Die in Gotha bevorzugte opera buffa missbilligte er und gab im November 1766 seine Stelle auf oder wurde entlassen. Im Februar 1767 wurde er Kapellmeister bei Joseph Wenzel von Fürstenberg, allerdings nicht an dessen Hof in Donaueschingen, sondern in Wetzlar. Als der Fürst 1771 nach Böhmen zurückkehrte, folgte Dressler ihm nicht, sondern ging als Sänger an die kaiserliche Hofoper in Wien. 1774 zog er an die Hofoper in Kassel, wo er bis zu seinem Tod blieb.
Dressler heiratete Wilhelmine Christiane Zeitz. Zwei Söhne des Paars arbeiteten auch in der Kasseler Hofkapelle. Dressler starb in Kassel am 6. April 1779 im Alter von 44 Jahren.

## Wirken
Ernst Christoph Dressler veröffentlichte zwei Liederbücher. Seine bekannteste Komposition ist ein Marsch, über den Ludwig van Beethoven neun Variationen (WoO 63) schrieb, die 1782 als erstes seiner Werke veröffentlicht wurden, drei Jahre nach Dresslers Tod.
In seinen musiktheoretischen Schriften setzte er sich für eine selbständige deutsche Oper ein, mit darauf spezialisierten Theatern in Deutschland. Er betrachtete Anton Schweitzers Oper Alceste als Musterbeispiel.

## Veröffentlichungen

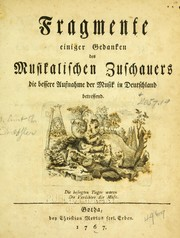
Fragmente (1767)

- Meine Beschäfftigungen einsamer Stunden. 1759 (Reprint: Herzog August Bibliothek, Wolfenbüttel 2017.)
- Denkmaal der Liebe und Verehrung Dem Wohlgebohrnen und Hochgelahrten Herrn, Herrn Johann Pfeiffer .... Langbein, Bayreuth 1761.
- Am Sterbeabend. Trauergedicht auf Johann Heinrich Schmitz, gest. 13.12.1777. Waisenhaus-Buchdruckerei, Cassel 1777.

Liederbücher
- Melodische Lieder für das schöne Geschlecht. Frankfurt am Main 1771.
- Freundschaft und Liebe in melodischen Liedern. Gabriel Nicolaus Raspe, Nürnberg 1774.
- Meine Lieder. Leipzig, 1755

Musiktheoretische und musikpraktische Schriften
- Fragmente einiger Gedanken des musikalischen Zuschauers die bessere Aufnahme der Musik in Deutschland betreffend. C. Mevius seel. Erben, Gotha 1767.
- Gedanken, die Vorstellung der Alceste, ein deutsches ernsthaftes Singspiel, betreffend. Erfurt 1774.
- Theaterschule für die Deutschen das ernsthafte Singschauspiel betreffend. Schmidt, Hannover 1777.